# Barrafranca
Barrafranca es una localidad italiana de la provincia de  Enna, región de Sicilia, con 13.098 habitantes.

Ubicación de la ciudad de Barrafranca dentro de la provincia de Enna.

## Evolución demográfica
| Gráfica de evolución demográfica de Barrafranca entre 1861 y 2001 |
|                                                                   |
| Fuente ISTAT - Elaboración gráfica por parte de Wikipedia         |